# Закон за големите градове
Законът за мерките за модернизацита на местното управление (на испански: Ley de Medidas para la Modernización del Gobierno Local), наричан съкратено Закон за големите градове (Ley de Grandes Ciudades), по регистрация Ley 57/2003, е закон в Испания за местното самоуправление на големите градове в страната.
Приет е на 16 декември 2003 година, а влиза в сила от 1 януари 2004 г. Цели модернизиране на местното самоуправление чрез развитие и насърчаване на участието на гражданите в управлението на местните дела. Такава мярка например е разделянето на общината на подразделения (райони, квартали и др. под.), определянето и регулирането на техните органи.
Законът обхваща следните градове общини (броят им е според населението им при преброяването от 2011 г.):
- 16 общини с повече от 250 000 жители;
- 10 столици на провинции с над 175 000 жители;
- 11 столици на провинции / автономии – по инициатива на местния орган на властта;
- 16 общини с повече от 75 000 жители при особени причини – по инициатива на общината и одобрение от автономията;
- 1 община с такъв статут в миналото, загубила го поради намаляване на населението.

С този закон фактически се урежда градският статут на столицата и най-голям град Мадрид, останал официално само с остарелия статут на градче (villa – малък град, подобно на селище от градски тип), потвърден и в действащата Конституция на Испания (1978), чийто чл. 5 гласи: „Столицата на държавата е градчето Мадрид.“ (La capital del Estado es la villa de Madrid.)